# Lindenhurst
Lindenhurst è una delle tante piattaforme per processori Xeon DP per sistemi biprocessore, sviluppate da Intel, ed è arrivata sul mercato insieme al processore Irwindale agli inizi del 2005.
Era basata sui chipset E7520 e E7530 abbinati ai processori Irwindale e, successivamente a fine 2005, anche al primo processore Xeon DP dual core Paxville DP, basati entrambi sul Socket 604.

## Caratteristiche tecniche
Oltre ad essere stata la prima piattaforma per gli Xeon DP a supportare un processore dual core, sebbene in maniera non ottimizzata, era in grado di fornire una banda passante per CPU e memoria di 6,4 GB/s e supportava un quantitativo massimo di 16 GB di RAM DDR2.
Il suo più grande limite risiedeva nella presenza di un unico BUS condiviso tra entrambi i processori del sistema. Se in un sistema biprocessore basato su Irwindale, che era una CPU single core questo poteva ancora essere sufficiente, in un sistema basato su Paxville DP, soprattutto se abbinato alla tecnologia Hyper-Threading, dove quindi figuravano ben 8 core "logici", l'unico BUS condiviso costituiva un vero e proprio "collo di bottiglia", dato che se 2 o più core avevano bisogno di accedere simultaneamente alla memoria di sistema, le richieste dovevano essere accodate e non gestite in parallelo.

## Il successore
A maggio 2006, Lindenhurst è stata sostituita dalla piattaforma Bensley, per il settore server, e Glidewell, per il settore workstation. Le 2 nuove piattaforme sono specificatamente ottimizzate per l'uso con processori dual core e sono arrivate sul mercato abbinate al core Dempsey e, rispettivamente, ai chipset Blackford e Greencreek. Tra le grandi innovazioni presentate con queste piattaforme si possono ricordare il supporto al Dual Independent Bus e alle memorie FB-DIMM.